# Karin Neuhäuser
Karin Neuhäuser (* 1955 in Leonberg) ist eine deutsche Schauspielerin und Theaterregisseurin.

## Leben

### Familie und Studium
Neuhäuser stammt aus bescheidenen, kleinbürgerlichen Verhältnissen. Ihre Eltern kamen aus dem Sudetenland. Sie waren nach dem Zweiten Weltkrieg als Vertriebene zunächst in die Nähe von Brandenburg geflüchtet. Anfang der 1950er Jahre zogen sie mit drei Kindern nach Baden-Württemberg um, nach Renningen, südwestlich von Stuttgart. Neuhäuser war das fünfte Kind der Familie. Als sie fünfeinhalb Jahre war, starb ihr Vater. Die Mutter erzog die Kinder fortan alleine.
Nach dem Abitur 1974 begann Neuhäuser zunächst ein Lehramtsstudium an der Universität Tübingen, mit Pädagogik im Hauptfach sowie Englisch und Deutsch. Nach acht Semestern Studium bewarb sie sich an der Hochschule der Künste Berlin für eine Schauspielausbildung, wurde jedoch abgelehnt. 
1979 begann sie dann die Ausbildung zur Schauspielerin an der Westfälischen Schauspielschule Bochum, die sie 1982 abschloss.

### Theater
Ihr erstes Theaterengagement hatte sie am Schlosstheater Moers (1984–1988), während der Intendanz von Holk Freytag. Mit ihm wechselte sie 1988 an die Wuppertaler Bühnen; dort war sie von 1988 bis 1991 fest engagiert. Sie spielte dort u. a. 1990 das Gretchen in Faust, mit Josef Ostendorf als Mephisto. Es folgte ein weiteres langjähriges Festengagement am Theater an der Ruhr bei Roberto Ciulli (1992–1999). Unter Ciulli spielte sie u. a. die Gutsbesitzerin Ljubow Andrejewna Ranjewskaja in Anton Tschechows Schauspiel Der Kirschgarten. Die Inszenierung hatte im Frühjahr 1997 Premiere. Mit dieser Inszenierung gastierte sie u. a. in Belgrad (1997), Bogotá (1998), Sarajevo (1998) und Teheran (1999).
Weitere Engagements hatte sie an der Volksbühne am Rosa-Luxemburg-Platz (1999/2000) und an der Schaubühne am Lehniner Platz in Berlin. An der Volksbühne am Rosa-Luxemburg-Platz in Berlin spielte sie u. a. die männliche Titelrolle in Richard III. in der Regie von Johann Kresnik.
Von 2002 bis 2005 war sie festes Ensemblemitglied am Schauspielhaus Zürich unter der Leitung von Christoph Marthaler. Dort arbeitete sie unter anderem mit Isabel Osthues, Meret Matter, Christoph Marthaler, Stefan Pucher, Jan Bosse und Falk Richter. Sie spielte dort die Grete in Die Präsidentinnen von Werner Schwab (Regie: Jan Bosse; Premiere: Januar 2005), Polina Andrejewna in Tschechows Die Möwe (Regie: Falk Richter; mit Sylvester Groth als Doktor Dorn), die Männerrolle des Landvogts Geßler in Wilhelm Tell (2003; Regie: Meret Matter) und Athene in Stefan Puchers Inszenierung der Orestie (2004).
An der Schaubühne am Lehniner Platz in Berlin arbeitete sie ab 2004 wieder mit Falk Richter, und besonders mit Luk Perceval zusammen. Zu ihren Rollen an der Schaubühne gehörten wieder Polina Andrejewna in Tschechows Die Möwe (Regie: Falk Richter, 2004), Anna Petrowna in Tschechows Platonow (Regie: Luk Perceval, 2006) und verschiedene Rolle in Luc Percevals Molière-Projekt (2007; mit Texten von Feridun Zaimoglu, Günter Senkel und Luk Perceval). An den Städtischen Bühnen Frankfurt trat sie von Januar 2007 bis Mai 2009 als Mrs. Peachum in Brecht/Weills Die Dreigroschenoper auf.
Seit der Spielzeit 2009/10 ist Neuhäuser festes Ensemblemitglied am Thalia Theater Hamburg. Sie spielte dort bisher u. a. die Amme in Romeo und Julia (Spielzeit 2014/15), den Gerichtsrat Walter (hier: als Gerichtsrätin Walter eine weibliche Figur) in Der zerbrochne Krug (Spielzeit 2012/13), Frl. Juliane Tesman in Hedda Gabler (Premiere: Spielzeit 2013/14) und Harro Hassenreuther, eine Männerrolle, in Die Ratten (Premiere: Spielzeit 2013/14).

### Tätigkeit als Theaterregisseurin
Seit 2000 ist Neuhäuser als Theaterregisseurin tätig. An den Städtischen Bühnen Münster inszenierte sie in den Jahren 2001/02 u. a. Medea, Maria Stuart, Was ihr wollt und Drei Schwestern. Weitere Inszenierungen machte sie am Schauspiel Frankfurt (Spielzeit 2004/05 Nathan der Weise und 2006 Die Orestie von Aischylos), am Staatstheater Kassel (2004/05; Verlorenes Paradies von Clifford Odets) und am Düsseldorfer Schauspielhaus. In der Spielzeit 2012/13 realisierte sie mit Schauspielstudenten der Theaterakademie Hamburg zu deren Studiumsabschluss eine Inszenierung von Frühlings Erwachen im Thalia in der Gaußstraße. In der Spielzeit 2014/15 inszenierte sie Hedda Gabler am Schauspiel Köln.

### Film und Fernsehen
Neuhäuser übernahm seit Anfang der 1980er Jahre immer wieder auch Film- und Fernsehrollen. Der Schwerpunkt ihrer Tätigkeit liegt jedoch weiterhin auf der Theaterarbeit. Zum Film kam sie durch den Regisseur Klaus Emmerich. Dieser engagierte Neuhäuser 1982 für die Rolle der Ruhrpott-Frau Erna Stanek in seiner mehrteiligen Familiensaga Rote Erde (1983). Sie hatte seitdem immer wieder Rollen in verschiedenen Film- und Fernsehproduktionen, u. a. in Jahrestage (1999, als Schwester Magdalena; Regie: Margarethe von Trotta), Mein Vater (2002; Regie: Andreas Kleinert), Alle Männer sind Verbrecher (2005; Regie: Stefan Wagner), in dem Spielfilm Mein Kampf (2009; als Frau Merschmeyer, Metzgersfrau und Leiterin des Männerwohnheims, in dem Adolf Hitler unterkommt) und in dem Kinofilm Henri 4 (2010; als Amme). In dem Kinofilm Emmas Glück (2006; Regie: Sven Taddicken) spielte sie die dem Alkohol verfallene Mutter des Dorfpolizisten Henner.
Durchgehende Serienrollen hatte Neuhäuser als Gerichtsmedizinerin Dr. Melanie Heitmann in der Sat1-Krimiserie Der Elefant – Mord verjährt nie (2002–2004; mit Thomas Sarbacher als Partner) und als knallharte Rechtsanwältin Christine Koller in der RTL-Fernsehserie Die Familienanwältin, an der Seite von Mariele Millowitsch.
Neuhäuser war außerdem in den Fernsehfilmen Nette Nachbarn küsst man nicht (2006; als alkoholkranke Ehefrau Jutta Blaubach), Auf dem Vulkan (2007, als Ärztin Dr. Hennig), Mein Gott, Anna! (2008; als Diakonissen-Oberin Gundula Schwertfeger), Haus und Kind (2009; als Ehefrau des israelischen Geschichtsprofessors Dr. Schellhorn) und Rosannas Tochter (2010; als Universitätsprofessorin und Projektleiterin Lydia) zu sehen. In dem Fernsehfilm Bis zum Ende der Welt, der im November 2014 in der ARD-Themenwoche „Toleranz“ erstmals ausgestrahlt wurde, spielte Neuhäuser, an der Seite von Christiane Hörbiger, die alternde Ladenbesitzerin Brigitte König, die sich gegen die Diskriminierung und Bedrohung einer Roma-Familie, in der ihr eigener Sohn verwickelt ist, wendet. In dem Fernsehfilm Sag mir nichts (Erstausstrahlung: Dezember 2016) spielte sie die Chefredakteurin Doris Mannkopf, die Chefin der männlichen Hauptfigur Martin. Im Berliner Tatort: Das Leben nach dem Tod (Erstausstrahlung: November 2019) verkörperte Neuhäuser die „beinharte“ Vermieterin Petra Olschweski, die es auffällig eilig hat, die Wohnung, die Schauplatz eines Verbrechens sein könnte, reinigen zu lassen. Die Stuttgarter Nachrichten zeichneten Neuhäuser für ihre Darstellung in ihrer Kritik als „Nebenfigur des Jahres“ aus.

### Auszeichnungen
Neuhäuser wurde für ihre schauspielerischen Leistungen mehrfach ausgezeichnet. Sie erhielt die Auszeichnung „Beste Schauspielerin“ (Theatertreffen NRW Bonn, 1997 und Internationales Theatertreffen Sarajevo, 1998), den Theaterpreis des Verbandes Deutscher Kritiker (1998) und den Gordana-Kosanović-Schauspielerpreis (2006; für ihre Orestie-Inszenierung am Schauspiel Frankfurt).
Für ihre Rolle in Stefan Puchers Theater-Projekt Andersen. Trip zwischen Welten am Thalia Theater erhielt Karin Neuhäuser 2010 den Rolf-Mares-Preis in der Kategorie „Außergewöhnliche Leistungen Darstellerinnen“.
Im Rahmen der Faustverleihung 2017 wurde sie mit dem Deutschen Theaterpreis Der Faust in der Kategorie Beste darstellerische Leistung im Schauspiel für Wut/Rage am Thalia Theater Hamburg ausgezeichnet.

## Filmografie (Auswahl)
- 1983: Rote Erde (Fernsehserie, 5 Folgen)
- 1983: Schwestern (Fernsehfilm)
- 1999: Jahrestage (Fernsehvierteiler)
- 2001: Die Motorrad-Cops – Hart am Limit (Fernsehserie, Folge Bomben für die Cops)
- 2001: Ratten – sie werden dich kriegen! (Fernsehfilm)
- 2001: Herz (Kinofilm)
- 2002: Der Elefant – Mord verjährt nie (Pilotfilm zur Serie)
- 2003: Dienstreise – Was für eine Nacht
- 2003: Mein Vater (Fernsehfilm)
- 2004–2006: Der Elefant – Mord verjährt nie (Fernsehserie, 15 Folgen)
- 2005: Alle Männer sind Verbrecher (Fernsehfilm)
- 2006: Nette Nachbarn küsst man nicht (Fernsehfilm)
- 2006: Emmas Glück (Kinofilm)
- 2006–2007: Die Familienanwältin (Fernsehserie, 16 Folgen)
- 2007: Blond: Eva Blond! (Fernsehserie, Folge Epsteins Erbe)
- 2007: Auf dem Vulkan (Fernsehfilm)
- 2008: Mein Gott, Anna ! (Fernsehfilm)
- 2009: Haus und Kind (Fernsehfilm)
- 2009: Mein Kampf (Spielfilm)
- 2009: Ein Fall für zwei (Fernsehserie, Folge Das Ultimatum)
- 2010: Henri 4 (Kinofilm)
- 2010: Rosannas Tochter (Fernsehfilm)
- 2014: Bis zum Ende der Welt (Fernsehfilm)
- 2016: Sag mir nichts (Fernsehfilm)
- 2017: Aus dem Nichts (Kinofilm)
- 2019: Ein verborgenes Leben (Kinofilm)
- 2019: O Beautiful Night
- 2019: Tatort: Das Leben nach dem Tod (Fernsehreihe)
- 2024: Tatort: Borowski und der Wiedergänger
- 2024: Milchzähne